# Murfreesboro (Carolina del Nord)
Murfreesboro és una població dels Estats Units a l'estat de Carolina del Nord. Segons el cens del 2000 tenia 2.045 habitants.

## Demografia
Segons el cens del 2000, Murfreesboro tenia 2.045 habitants, 919 habitatges i 574 famílies. La densitat de població era de 365,5 habitants per km².
Dels 919 habitatges en un 23,4% hi vivien nens de menys de 18 anys, en un 44,5% hi vivien parelles casades, en un 15,1% dones solteres, i en un 37,5% no eren unitats familiars. En el 34,1% dels habitatges hi vivien persones soles el 17,5% de les quals corresponia a persones de 65 anys o més que vivien soles. El nombre mitjà de persones vivint en cada habitatge era de 2,22 i el nombre mitjà de persones que vivien en cada família era de 2,82.
Per edats la població es repartia de la següent manera: un 22% tenia menys de 18 anys, un 7,3% entre 18 i 24, un 23,2% entre 25 i 44, un 25,6% de 45 a 60 i un 22% 65 anys o més.
L'edat mediana era de 43 anys. Per cada 100 dones de 18 o més anys hi havia 76,4 homes.
La renda mediana per habitatge era de 29.716 $ i la renda mediana per família de 43.417 $. Els homes tenien una renda mediana de 31.392 $ mentre que les dones 21.523 $. La renda per capita de la població era de 17.054 $. Entorn de l'11,5% de les famílies i el 18,6% de la població estaven per davall del llindar de pobresa.

## Poblacions més properes
El següent diagrama mostra les poblacions més properes.